# Alfred Cordes

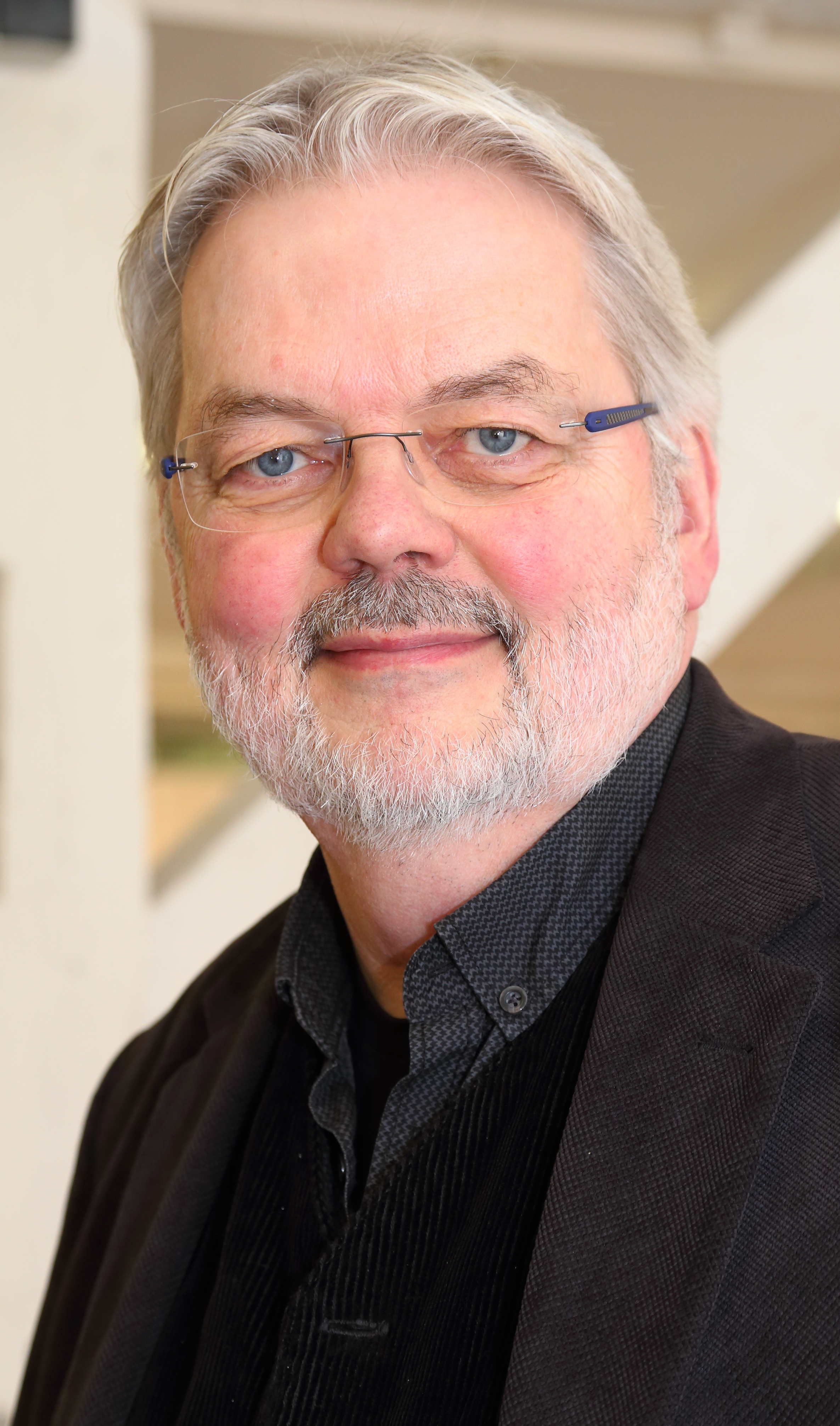
Alfred Cordes (2016)

Alfred Ernst Cordes (* 25. September 1948 in Osnabrück) ist ein deutscher Schriftsteller und ehemaliger Grundschullehrer. 

## Leben und Wirken

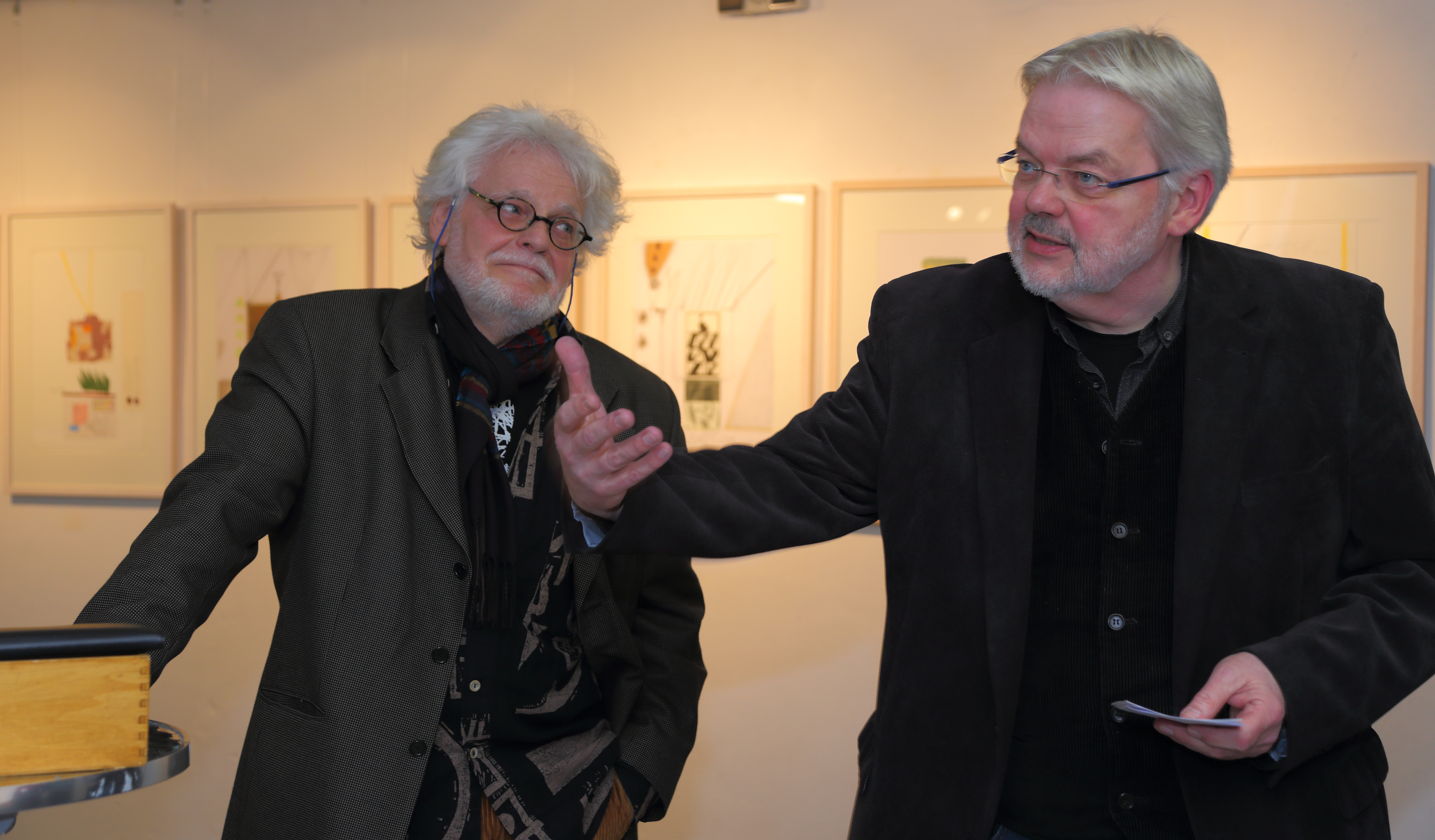
Cordes im Künstlergespräch mit Wilfried Bohne (2016)

Alfred Cordes wuchs in Osnabrück auf. Nach dem Abitur am dortigen Gymnasium Carolinum studierte er ab 1967 zunächst in Frankfurt am Main, wechselte dann aber zum Lehramtsstudium, das er in Münster und Hannover absolvierte. Von 1975 bis 1982 unterrichtete er an einer Grundschule in Hannover als Lehrer. Schon in dieser Zeit schrieb er kleine Geschichten für seine Schüler. Dann ließ er sich vom Schuldienst beurlauben, weil er Schriftsteller werden wollte, und zog mit seiner ebenfalls als Lehrerin tätigen Frau Sibylle und dem gemeinsamen Sohn nach Mettingen-Schlickelde. Anfang 1987 vergrößerte sich die Familie durch die Geburt von Sohn Caspar Maximilian nochmals.
Erste Aufmerksamkeit auf lokaler Kulturebene erregte Cordes 1984 beim „Autoren-Treff“, einer gemeinsamen Veranstaltung der Volkshochschule und des Kulturamtes der Stadt Ibbenbüren sowie der Ibbenbürener Volkszeitung mit der Erzählung Tod am Wasserrad, einer Episode aus seinem ersten Roman Kopfsprünge, der dann jedoch aus verschiedenen Gründen erst 1991 unter dem Titel Schattenleben veröffentlicht wurde. Mit seinem zweiten Roman Caspar Coppenrath beteiligte sich Cordes 1985 am Autorenwettbewerb anlässlich des Jubiläums „150 Jahre C. Bertelsmann Verlag“. Das Interesse des Verlagshauses war geweckt, und es brachte ihn 1987 als Buch heraus. Der Roman über eine Jugend im Osnabrück der Nachkriegszeit machte Cordes schlagartig bekannt, zumal ihn 
die Neue Literarische Gesellschaft Hamburg 1988 mit dem Mara-Cassens-Preis für den besten deutschsprachigen Erstlingsroman auszeichnete.
Es folgten – ebenfalls im C. Bertelsmann Verlag – die Romane Klaras Nachtkleid (1990) und Schattenleben. Aus dem prämortalen Nachlaß des Justus Vogt (1991). Während Klaras Nachtkleid die Geschichte des Schriftstellers Justus Vogt und dessen Liebe zu der geistig behinderten Klara erzählt, beschreibt der Autor in Schattenleben die fiktive Reise eines Mannes, bei dem die Grenzen zwischen Realität und Phantasie immer mehr verschwimmen. Am Ende wird er als ein aus der psychiatrischen Klinik Entlaufener identifiziert und dorthin zurückgebracht. 
Anfang 1989 zog Alfred Cordes mit seiner Familie von Schlickelde in den Osnabrücker Stadtteil Kalkhügel, wo er seitdem wohnt. Nach seiner neunjährigen Beurlaubung kehrte er 1991 in den Schuldienst zurück und unterrichtete bis zu seiner Pensionierung im Jahr 2012 an der Altstädter Schule in Osnabrück. Als er 1991 an dieser Grundschule Klassenlehrer der ersten Osnabrücker Integrationsklasse wurde, hatte er keine entsprechende Ausbildung, auch keine besondere Berufserfahrung auf diesem Gebiet. Später war Cordes auch als „kooperierender Lehrer“ im Bereich Erstunterricht an der Universität Osnabrück tätig und veröffentlichte pädagogische Beiträge in Fachzeitschriften wie Die Grundschule.
In diesen Jahren stellte er seine schriftstellerische Arbeit zunächst etwas zurück. Erst 2002 kam mit Die himmlische und die irdische Liebe ein neuer Roman heraus. Seit 2013 hat Alfred Cordes seine sämtlichen Werke als E-Books veröffentlicht, darunter auch seine neueren Romane Heiligabend, Zwischen den Jahren und Die fallende Frucht, eine Trilogie um die Geschichte von Gouda und Leica, ihre Freundschaft und Erlebnisse. 2013 folgte mit Die Uhr der Skythen erneut ein Roman, dessen Handlung in Osnabrück angesiedelt ist. Außerdem führt Cordes seit August 2014 wöchentlich seinen Blog leben & schreiben. Er ist vielfältig im kulturellen Leben der Stadt Osnabrück engagiert.

## Werke
- Caspar Coppenrath. Bertelsmann, München 1987, ISBN 3-570-03094-6 (als Elektronische Ressource bei neobooks Self-Publishing, München 2014, ISBN 978-3-8476-7736-9) – Roman
- Klaras Nachtkleid. Bertelsmann, München 1990, ISBN 3-570-03688-X (als Elektronische Ressource bei neobooks Self-Publishing, München 2014, ISBN 978-3-8476- 7726-0) – Roman
- Schattenleben. Aus dem prämortalen Nachlaß des Justus Vogt. Bertelsmann, München 1991, ISBN 3-570-06698-3 (als Elektronische Ressource bei neobooks Self-Publishing, München 2014, ISBN 978-3-8476- 7728-4) – Roman
- Die himmlische und die irdische Liebe. Dichter & Richter, Lengerich 2002 (als Elektronische Ressource bei neobooks Self-Publishing, München 2014, ISBN 978-3-8476- 7942-4) – Roman
- als Mitverfasser: Melle – Gesichter einer Stadt, Melle 2008 – Sachbuch
- Heiligabend. Kindle Edition, 2013 (Elektronische Ressource bei neobooks Self-Publishing, München 2014, ISBN 978-3-8476-7735-2) – Roman
- Zwischen den Jahren. Kindle Edition, 2013 (Elektronische Ressource bei neobooks Self-Publishing, München 2014, ISBN 978-3-8476-7734-5) – Roman
- Die fallende Frucht. Kindle Edition, 2013 (Elektronische Ressource bei neobooks Self-Publishing, München 2014, ISBN 978-3-8476-7732-1) – Roman
- Die Uhr der Skythen. Kindle Edition, 2013; im Druck bei Pro Business, Berlin 2015, ISBN 978-3-86386-949-6 (als Elektronische Ressource bei neobooks Self-Publishing, München 2014, ISBN 978-3-8476- 7731-4) – Roman